# Sénarmontite
La sénarmontite est un minéral d'oxyde d'antimoine(III), de formule chimique Sb2O3 découvert en 1851 dans une mine du Djebel Hammimat, à Aïn Babouche, en Algérie. Nommé par James Dwight Dana en 1851 en l'honneur d'Henri Hureau de Sénarmont (1808 - 1862), professeur de minéralogie à l'École des mines de Paris qui a décrit l'espèce pour la première fois, elle se présente sous forme de masses caverneuses composées de filaments capillaires, parallèles ou légèrement divergents, de lustre généralement adamantin. On la trouve également en masses saccharoïdes, granuleuses ou compactes, avec des cavités de cristaux octaédriques jusqu'à 1 cm.

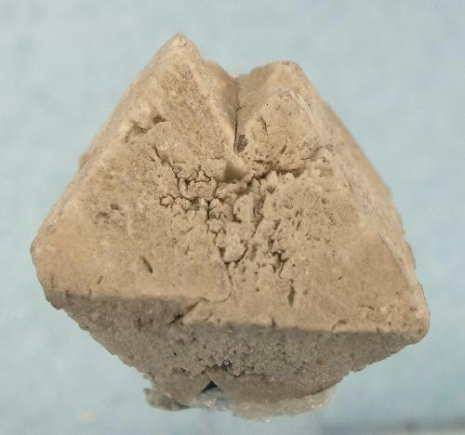
Spécimen "résineux" de la mine du Djebel Haminate

De dureté faible (2 à 2,5 sur l'échelle de Mohs), elle cristalline en structure isométrique (cubique), et révèle une anisotropie, anormalement forte, sectorisée ou localisée. Dans la localité type et ailleurs, elle s'est formée par oxydation de l’antimoine, de la stibine et d’autres minéraux d’antimoine dans des gisements hydrothermaux contenant de l’antimoine. Elle s'y en association avec de la valentinite, la kermésite, la stibiconite, la cétinéite, la mopungite, et des sulfures.
La sénarmontite est une espèce dimorphe de la valentinite (de même composition chimique), et isostructurelle de l'arsénolite. Les trioxydes d'antimoine est La base de données minéralogiques recense 200 gisements dans le monde.

## Utilisations
Elle est utilisée en poudre, comme la valentinite, comme agent de synergie avec des composés halogénés pour l'ignifugation des polymères et textiles, opacifiant pour verres, céramiques et émaux, pigment pour peintures et catalyseur chimique.